# Magosternarchus duccis
Magosternarchus duccis és una espècie de peix pertanyent a la família dels apteronòtids.

## Descripció
- Pot arribar a fer 22,6 cm de llargària màxima.
- Cap allargat i amb un perfil dorsal còncau.
- Té 204-212 radis a l'aleta anal, 14-16 a les pectorals i 15 a la caudal, la qual és punxeguda.
- Es diferencia de Magosternarchus raptor per tindre una mandíbula inferior sortint que s'estén més enllà de la mandíbula superior i del musell.[5][3]

## Hàbitat
És un peix d'aigua dolça, bentopelàgic i de clima tropical que viu entre 1 i 23 m de fondària.

## Distribució geogràfica
Es troba a Sud-amèrica: la conca del riu Amazones.

## Observacions
És inofensiu per als humans.